# Lista de mangás lançados em Portugal
Este artigo reúne uma lista de bandas desenhadas criadas ou desenhadas ao estilo japonês (Mangá) lançadas em Portugal.

## 0-9
| Obra  | Autoria                  | Original         | Original | Original | Original | Nacional           | Nacional | Nacional | Nacional | Tradução       | Referências |
| Obra  | Autoria                  | Editora Original | Ano      | Volumes  | Estado   | Editora Portuguesa | Ano      | Volumes  | Estado   | Tradução       | Referências |
| ----- | ------------------------ | ---------------- | -------- | -------- | -------- | ------------------ | -------- | -------- | -------- | -------------- | ----------- |
| 4Life | Antoine Dole (Argumento) | Glénat           | 2018     | 2        | Completo | Levoir             | 2023     | 2        | Completo | Sandra Alvarez | [ 3 ]       |
| 4Life | Vinhnyu (Arte)           | Glénat           | 2018     | 2        | Completo | Levoir             | 2023     | 2        | Completo | Sandra Alvarez | [ 3 ]       |

## A
| Obra | Autoria                               | Original         | Original | Original | Original      | Nacional           | Nacional | Nacional | Nacional      | Tradução                                    | Referências |
| Obra | Autoria                               | Editora Original | Ano      | Volumes  | Estado        | Editora Portuguesa | Ano      | Volumes  | Estado        | Tradução                                    | Referências |
| --- | ------------------------------------- | ---------------- | -------- | -------- | ------------- | ------------------ | -------- | -------- | ------------- | ------------------------------------------- | ----------- |
| A Árvore Despida (hangul: "나목"; rr: Namok)                                                                | Park Wan-suh (História Original)      | Seohaemunjip     | 2020     | 1        | Completo      | Levoir             | 2024     | 1        | Completo      | Pedro Moura                                 | [ 4 ]       |
| A Árvore Despida (hangul: "나목"; rr: Namok)                                                                | Keum Suk Gendry-Kim (Arte)            | Seohaemunjip     | 2020     | 1        | Completo      | Levoir             | 2024     | 1        | Completo      | Sunee Hong                                  | [ 4 ]       |
| A Espera (hangul: "기다림"; rr: Gidalim)                                                                    | Keum Suk Gendry-Kim                   | Seohaemunjip     | 2021     | 1        | Completo      | Iguana             | 2023     | 1        | Completo      | Yun Jung Im                                 | [ 5 ]       |
| A História de Buda (ブッダの生き方, Buddha no Ikikata)                                                      | Hisashi Ohta                          | Ichimannendo     | 2011     | 1        | Completo      | Editora SELF       | 2023     | 1        | Completo      | Mauro M. Nakamura?                          | [ 6 ]       |
| A Jornada de Kappa (はたらくカッパ, Hataraku Kappa)                                                         | Imiri Sakabashira                     | Seirinkogeisha   | 2019     | 1        | Completo      | Sendai Editora     | 2021     | 1        | Completo      | Cassiano Soares                             | [ 7 ]       |
| Akira (アキラ)                                                                                              | Katsuhiro Otomo                       | Kodansha         | 1982     | 6        | Completo      | Texto Editora      | -        | 0        | Nunca lançado | TBA                                         | [ 8 ]       |
| Akira (アキラ)                                                                                              | Katsuhiro Otomo                       | Kodansha         | 1982     | 6        | Completo      | Meribérica/Liber   | 1998     | 19       | Completo      | TBA                                         | [ 9 ]       |
| Akira (アキラ)                                                                                              | Katsuhiro Otomo                       | Kodansha         | 1982     | 6        | Completo      | JBC Portugal       | 2018     | 1        | Cancelado     | André Oliveira                              | [ 10 ]      |
| Akira (アキラ)                                                                                              | Katsuhiro Otomo                       | Kodansha         | 1982     | 6        | Completo      | Distrito Manga     | 2025     | -        | Em lançamento | André Oliveira                              | [ 11 ]      |
| Alexandra Kim, Filha da Sibéria (hangul: "시베리아의 딸, 김알렉산드라"; rr: Siberia-ui Ttal, Kim Alexandra) | Cheol-Hoon Jung (História Original)   | Seohaemunjip     | 2020     | 1        | Completo      | Levoir             | 2023     | 1        | Completo      | Pedro Moura                                 | [ 12 ]      |
| Alexandra Kim, Filha da Sibéria (hangul: "시베리아의 딸, 김알렉산드라"; rr: Siberia-ui Ttal, Kim Alexandra) | Keum Suk Gendry-Kim (Arte)            | Seohaemunjip     | 2020     | 1        | Completo      | Levoir             | 2023     | 1        | Completo      | Pedro Moura                                 | [ 12 ]      |
| All You Need Is Kill (オール ユー ニード イズ キル, Ōru Yū Nīdo Izu Kiru)                                   | Hiroshi Sakurazaka (Romance Original) | Shueisha         | 2014     | 2        | Completo      | Editora Devir      | 2015     | 2        | Completo      | Soko Miyake                                 | [ 13 ]      |
| All You Need Is Kill (オール ユー ニード イズ キル, Ōru Yū Nīdo Izu Kiru)                                   | Ryosuke Takeuchi (Storyboard)         | Shueisha         | 2014     | 2        | Completo      | Editora Devir      | 2015     | 2        | Completo      | Soko Miyake                                 | [ 13 ]      |
| All You Need Is Kill (オール ユー ニード イズ キル, Ōru Yū Nīdo Izu Kiru)                                   | Yoshitoshi ABe (Personagens)          | Shueisha         | 2014     | 2        | Completo      | Editora Devir      | 2015     | 2        | Completo      | Soko Miyake                                 | [ 13 ]      |
| All You Need Is Kill (オール ユー ニード イズ キル, Ōru Yū Nīdo Izu Kiru)                                   | Takeshi Obata (Desenho)               | Shueisha         | 2014     | 2        | Completo      | Editora Devir      | 2015     | 2        | Completo      | Soko Miyake                                 | [ 13 ]      |
| A Menina Que Veio do Outro Lado: Siúil, a Rún (とつくにの少女, Totsukuni no Shoujo)                         | Nagabe                                | Mag Garden       | 2015     | 11       | Completo      | Presença Comics    | 2023     | -        | Em lançamento | André Pinto Teixeira                        | [ 14 ]      |
| A Princesa Pêssego (Peach Fuzz)                                                                             | Lindsay Libos                         | Tokyopop         | 2005     | 3        | Completo      | Edições ASA        | 2008     | 3        | Completo      | Ana Cristina Ferreira                       | [ 15 ]      |
| A Princesa Pêssego (Peach Fuzz)                                                                             | Jared Hodges                          | Tokyopop         | 2005     | 3        | Completo      | Edições ASA        | 2008     | 3        | Completo      | Ana Cristina Ferreira                       | [ 15 ]      |
| A Raposa e o Pequeno Tanuki (こりせんまん, Korisenman)                                                      | Mi Tagawa                             | Mag Garden       | 2018     | 7        | Completo      | Midori Editora     | 2021     | 7        | Completo      | Raquel Saraiva                              | [ 16 ]      |
| Arena | Le Chef Otaku (Argumento)             | Vega-Dupuis      | 2022     | -        | Em lançamento | Edições ASA        | 2023     | -        | Em lançamento | Rita Furtado                                | [ 17 ]      |
| Arena | Clarity (Arte)                        | Vega-Dupuis      | 2022     | -        | Em lançamento | Edições ASA        | 2023     | -        | Em lançamento | Rita Furtado                                | [ 17 ]      |
| As Gotas de Deus (神の雫, Kami no Shizuku)                                                                  | Tadashi Agi (Argumento)               | Kodansha         | 2004     | 44       | Completo      | Levoir             | -        | -        | Anunciado     | TBA                                         | [ 3 ]       |
| As Gotas de Deus (神の雫, Kami no Shizuku)                                                                  | Shu Okimoto (Arte)                    | Kodansha         | 2004     | 44       | Completo      | Levoir             | -        | -        | Anunciado     | TBA                                         | [ 3 ]       |
| Assassination Classroom (暗殺教室, Ansatsu Kyōshitsu)                                                       | Yūsei Matsui                          | Shueisha         | 2012     | 21       | Completo      | Editora Devir      | 2015     | 21       | Completo      | Soko Miyake (Vol. 1-3)                      | [ 18 ]      |
| Assassination Classroom (暗殺教室, Ansatsu Kyōshitsu)                                                       | Yūsei Matsui                          | Shueisha         | 2012     | 21       | Completo      | Editora Devir      | 2015     | 21       | Completo      | João Carvalho (Vol. 4-5, 7)                 | [ 18 ]      |
| Assassination Classroom (暗殺教室, Ansatsu Kyōshitsu)                                                       | Yūsei Matsui                          | Shueisha         | 2012     | 21       | Completo      | Editora Devir      | 2015     | 21       | Completo      | André Pinto Teixeira (Vol. 6, 8-21)         | [ 18 ]      |
| Astra Lost in Space (彼方のアストラ, Kanata no Asutora)                                                     | Kenta Shinohara                       | Shueisha         | 2016     | 5        | Completo      | Editora Devir      | 2025     | -        | Em lançamento | Arnaldo Oka                                 | [ 19 ]      |
| Astro Boy (鉄腕アトム, Tetsuwan Atomu)                                                                      | Osamu Tezuka                          | Kobunsha         | 1952     | 23       | Completo      | Edições ASA        | 2010     | 3        | Completo      | Ricardo Pereira                             | [ 21 ]      |
| Ataque dos Titãs (進撃の巨人, Shingeki no Kyojin)                                                           | Hajime Isayama                        | Kodansha         | 2009     | 34       | Completo      | JBC Portugal       | 2018     | 3        | Cancelado     | André Oliveira                              | [ 22 ]      |
| Ataque dos Titãs (進撃の巨人, Shingeki no Kyojin)                                                           | Hajime Isayama                        | Kodansha         | 2009     | 34       | Completo      | Distrito Manga     | 2024     | -        | Em lançamento | André Oliveira (Vol. 1-3)                   | [ 23 ]      |
| Ataque dos Titãs (進撃の巨人, Shingeki no Kyojin)                                                           | Hajime Isayama                        | Kodansha         | 2009     | 34       | Completo      | Distrito Manga     | 2024     | -        | Em lançamento | Alexandra Costa Ferreira (Vol. 4 em diante) | [ 24 ]      |
| A Teoria do K.O. (La Théorie du K.O.)                                                                       | Mathieu Reynès                        | Vega-Dupuis      | 2023     | -        | Em lançamento | Edições ASA        | 2024     | -        | Em lançamento | João Pedro Tapada                           | [ 25 ]      |

## B
| Obra                                                 | Autoria                        | Original         | Original | Original | Original      | Nacional           | Nacional | Nacional | Nacional      | Tradução                           | Referências |
| Obra                                                 | Autoria                        | Editora Original | Ano      | Volumes  | Estado        | Editora Portuguesa | Ano      | Volumes  | Estado        | Tradução                           | Referências |
| ---------------------------------------------------- | ------------------------------ | ---------------- | -------- | -------- | ------------- | ------------------ | -------- | -------- | ------------- | ---------------------------------- | ----------- |
| Bairro Distante (遥かな町へ, Harukana Machi e)       | Jiro Taniguchi                 | Shogakukan       | 1998     | 2        | Completo      | Editora Devir      | 2024     | 1        | Completo      | Alexandra Costa Ferreira           | [ 26 ]      |
| Blue Exorcist (青の祓魔師, Ao no Ekusoshisuto)       | Kazue Kato                     | Shueisha         | 2009     | -        | Em lançamento | Editora Devir      | 2013     | -        | Em lançamento | Paulo Salgado Moura (Vol. 1-2)     | [ 27 ]      |
| Blue Exorcist (青の祓魔師, Ao no Ekusoshisuto)       | Kazue Kato                     | Shueisha         | 2009     | -        | Em lançamento | Editora Devir      | 2013     | -        | Em lançamento | Isolda Chiho Rodrigues (Vol. 1-3?) | [ 27 ]      |
| Blue Exorcist (青の祓魔師, Ao no Ekusoshisuto)       | Kazue Kato                     | Shueisha         | 2009     | -        | Em lançamento | Editora Devir      | 2013     | -        | Em lançamento | Madalena Ávila (Vol. 3 em diante)  | [ 27 ]      |
| Blue Lock (ブルーロック, Burū Rokku)                 | Muneyuki Kaneshiro (Argumento) | Kodansha         | 2018     | -        | Em lançamento | Distrito Manga     | 2025     | -        | Em lançamento | André Pinto Teixeira               | [ 28 ]      |
| Blue Lock (ブルーロック, Burū Rokku)                 | Yusuke Nomura (Arte)           | Kodansha         | 2018     | -        | Em lançamento | Distrito Manga     | 2025     | -        | Em lançamento | André Pinto Teixeira               | [ 28 ]      |
| Boa Noite, Punpun (おやすみプンプン, Oyasumi Punpun) | Inio Asano                     | Shogakukan       | 2017     | 13       | Completo      | Editora Devir      | 2024     | -        | Em lançamento | Graciela Kushihara                 | [ 29 ]      |
| Butterfly Beast (蝶獣戯譚, Chōjū Gitan)              | Yuka Nagate                    | Shinchosha       | 2009     | 2        | Completo      | A Seita            | 2022     | 2        | Completo      | Raquel Saraiva                     | [ 30 ]      |
| Butterfly Beast (蝶獣戯譚, Chōjū Gitan)              | Yuka Nagate                    | Leed             | 2012     | 2        | Completo      | A Seita            | 2022     | 2        | Completo      | Raquel Saraiva                     | [ 30 ]      |
| Butterfly Beast II (蝶獣戯譚 II, Chōjū Gitan II)     | Yuka Nagate                    | Leed             | 2012     | 5        | Completo      | A Seita            | 2024     | -        | Em lançamento | André Pinto Teixeira               | [ 31 ]      |

## C
| Obra | Autoria                     | Original           | Original | Original | Original      | Nacional           | Nacional | Nacional | Nacional      | Tradução                          | Referências |
| Obra | Autoria                     | Editora Original   | Ano      | Volumes  | Estado        | Editora Portuguesa | Ano      | Volumes  | Estado        | Tradução                          | Referências |
| --- | --------------------------- | ------------------ | -------- | -------- | ------------- | ------------------ | -------- | -------- | ------------- | --------------------------------- | ----------- |
| Cagaster (虫籠のカガステル, Mushikago no Kagasuteru)                                                            | Kachou Hashimoto            | Tokuma Shoten      | 2014     | 6        | Completo      | Edições ASA        | 2022     | 6        | Completo      | Helena Guimarães                  | [ 32 ]      |
| Chainsaw Man (チェンソーマン, Chensō Man)                                                                       | Tatsuki Fujimoto            | Shueisha           | 2018     | -        | Em lançamento | Editora Devir      | 2023     | -        | Em lançamento | Renata Leitão                     | [ 33 ]      |
| City Hall | Rémi Guérin (Argumento)     | Ankama Éditions    | 2015     | 7        | Completo      | Gradiva            | 2022     | -        | Em lançamento | Jorge Lima (Vol. 1)               | [ 34 ]      |
| City Hall | Rémi Guérin (Argumento)     | Ankama Éditions    | 2015     | 7        | Completo      | Gradiva            | 2022     | -        | Em lançamento | Isabel Lopes (Vol. 2)             | [ 34 ]      |
| City Hall | Guillaume Lapeyre (Arte)    | Ankama Éditions    | 2015     | 7        | Completo      | Gradiva            | 2022     | -        | Em lançamento | Miguel Bacelar (Vol. 3 em diante) | [ 34 ]      |
| Clube das Princesas Amaldiçoadas (Cursed Princess Club)                                                         | LambCat                     | Webtoon Unscrolled | 2023     | -        | Em lançamento | Edições ASA        | 2023     | -        | Em lançamento | Elga Fontes                       | [ 35 ]      |
| Clube de Ocultismo e as Bonecas da Morte (オカルト探偵団 死人形の墓場, Occult Tantei-dan: Shi Ningyō no Hakaba) | Hideshi Hino                | Akita Shoten       | 1986     | 1        | Completo      | Sendai Editora     | 2023     | 1        | Completo      | Cassiano Soares                   | [ 36 ]      |
| Coleção de Contos Best of Best (伊藤潤二短編集 BEST OF BEST, Itō Junji Tanpenshū BEST OF BEST)                  | Junji Ito                   | Shogakukan         | 2019     | 1        | Completo      | Editora Devir      | 2022     | 1        | Completo      | Ana Ono da Silva                  | [ 37 ]      |
| Crianças do Mar (海獣の子供, Kaijū no Kodomo)                                                                   | Daisuke Igarashi            | Shogakukan         | 2005     | 5        | Completo      | Editora Devir      | 2024     | -        | Em lançamento | Alexandra Costa Ferreira          | [ 38 ]      |
| Crueler than Dead (クルエラー ザン デッド, Kuruerā zan Deddo)                                                   | Tsukasa Saimura (Argumento) | Tokuma Shoten      | 2015     | 2        | Completo      | Gradiva            | 2022     | 2        | Completo      | Fernanda Mestrinho                | [ 39 ]      |
| Crueler than Dead (クルエラー ザン デッド, Kuruerā zan Deddo)                                                   | Kozo Takahashi (Arte)       | Tokuma Shoten      | 2015     | 2        | Completo      | Gradiva            | 2022     | 2        | Completo      | Fernanda Mestrinho                | [ 39 ]      |

## D
| Obra                                                                 | Autoria                      | Original         | Original | Original | Original | Nacional            | Nacional | Nacional | Nacional      | Tradução                          | Referências |
| Obra                                                                 | Autoria                      | Editora Original | Ano      | Volumes  | Estado   | Editora Portuguesa  | Ano      | Volumes  | Estado        | Tradução                          | Referências |
| -------------------------------------------------------------------- | ---------------------------- | ---------------- | -------- | -------- | -------- | ------------------- | -------- | -------- | ------------- | --------------------------------- | ----------- |
| D’Artagnan e os Três Mosqueteiros (アニメ三銃士, Anime Sanjūshi)     | Ren Kishida                  | Gakken           | 1987     | 3        | Completo | Intelectual Editora | 2025     | 3        | Completo      | Francisco Silva                   | [ 40 ]      |
| Dark Angel (聖獣伝説ダークエンジェル, Seija Densho Dark Angel)       | Kia Asamiya                  | Kadokawa Shoten  | 1990     | 5        | Completo | Editora Devir       | 2004     | 2        | Cancelado     | Paulo Furtado                     | [ 41 ]      |
| Deadpool Samurai (デッドプール：SAMURAI, Deddopūru: Samurai)         | Sanshirou Kasama (Argumento) | Shueisha         | 2020     | 2        | Completo | A Seita             | 2024     | 2        | Completo      | João Antunes                      | [ 42 ]      |
| Deadpool Samurai (デッドプール：SAMURAI, Deddopūru: Samurai)         | Hikaru Uesugi (Arte)         | Shueisha         | 2020     | 2        | Completo | A Seita             | 2024     | 2        | Completo      | João Antunes                      | [ 42 ]      |
| Death Note (デスノート, Desu Nōto)                                   | Tsugumi Ohba (Argumento)     | Shueisha         | 2003     | 12       | Completo | Editora Devir       | 2012     | 12       | Completo      | Isolda Chiho Rodrigues            | [ 43 ]      |
| Death Note (デスノート, Desu Nōto)                                   | Takeshi Obata (Arte)         | Shueisha         | 2003     | 12       | Completo | Editora Devir       | 2012     | 12       | Completo      | Paulo Salgado Moreira (Vol. 4-12) | [ 43 ]      |
| Death Note: Histórias Cutas (DEATH NOTE 短編集, Desu Nōto Tanpenshū) | Tsugumi Ohba (Argumento)     | Shueisha         | 2021     | 1        | Completo | Editora Devir       | 2024     | 1        | Completo      | José Ribeiro                      | [ 44 ]      |
| Death Note: Histórias Cutas (DEATH NOTE 短編集, Desu Nōto Tanpenshū) | Takeshi Obata (Arte)         | Shueisha         | 2021     | 1        | Completo | Editora Devir       | 2024     | 1        | Completo      | José Ribeiro                      | [ 44 ]      |
| Demon Slayer: Kimetsu no Yaiba (鬼滅の刃, Kimetsu no Yaiba)          | Koyoharu Gotouge             | Shueisha         | 2016     | 23       | Completo | Editora Devir       | 2021     | -        | Em lançamento | Raquel Saraiva                    | [ 45 ]      |
| Dia de Folga (Day Off)                                               | Dailygreens                  | Gaea Culture     | 2020     | 1        | Completo | Edições ASA         | 2024     | 1        | Completo      | Lu Yang                           | [ 46 ]      |
| Dia de Folga (Day Off)                                               | Dailygreens                  | Rusuban Studio   | 2020     | 1        | Completo | Edições ASA         | 2024     | 1        | Completo      | Lu Yang                           | [ 46 ]      |
| DJ Cat Gosshie World Tour (猫DJゴッシーの世界ツアー)                 | Harukichi                    | Autopublicação   | 2013     | 6        | Completo | Chili com Carne     | 2021     | 1        | Completo      | Marcos Farrajota                  | [ 47 ]      |
| Dramacon                                                             | Svetlana Chmakova            | Tokyopop         | 2005     | 3        | Completo | Edições ASA         | 2008     | 3        | Completo      | Ana Cristina Ferreira (Vol. 1, 3) | [ 48 ]      |
| Dramacon                                                             | Svetlana Chmakova            | Tokyopop         | 2005     | 3        | Completo | Edições ASA         | 2008     | 3        | Completo      | Cristina Vieira (Vol. 2)          | [ 48 ]      |
| Dragon Ball (ドラゴンボール, Doragon Bōru)                           | Akira Toriyama               | Shueisha         | 1984     | 42       | Completo | Texto Editora       | -        | 0        | Nunca Lançado | TBA                               | [ 8 ]       |
| Dragon Ball (ドラゴンボール, Doragon Bōru)                           | Akira Toriyama               | Shueisha         | 1984     | 42       | Completo | Planeta deAgostini  | 2001     | 42       | Completo      | Olga Martinho                     | [ 49 ]      |
| Dragon Ball (ドラゴンボール, Doragon Bōru)                           | Akira Toriyama               | Shueisha         | 1984     | 42       | Completo | Edições ASA         | 2010     | 18       | Cancelado     | Ricardo Pereira                   | [ 50 ]      |
| Dragon Ball (ドラゴンボール, Doragon Bōru)                           | Akira Toriyama               | Shueisha         | 1984     | 42       | Completo | Editora Devir       | 2024     | -        | Em lançamento | José Ribeiro                      | [ 51 ]      |

## E
| Obra                                                     | Autoria             | Original         | Original | Original | Original | Nacional           | Nacional | Nacional | Nacional      | Tradução        | Referências |
| Obra                                                     | Autoria             | Editora Original | Ano      | Volumes  | Estado   | Editora Portuguesa | Ano      | Volumes  | Estado        | Tradução        | Referências |
| -------------------------------------------------------- | ------------------- | ---------------- | -------- | -------- | -------- | ------------------ | -------- | -------- | ------------- | --------------- | ----------- |
| Edens Zero (エデンズゼロ, Edenzu Zero)                   | Hiro Mashima        | Kodansha         | 2018     | 33       | Completo | JBC Portugal       | -        | 0        | Nunca lançado | Edward Kondo    | [ 52 ]      |
| Edens Zero (エデンズゼロ, Edenzu Zero)                   | Hiro Mashima        | Kodansha         | 2018     | 33       | Completo | Distrito Manga     | 2024     | -        | Em lançamento | Edward Kondo    | [ 23 ]      |
| Enfermeira Tania (お元気クリニック, Ogenki Kurinikku)    | Haruka Inui         | Akita Shoten     | 1987     | 9        | Completo | Edições VL         | 1998     | 1        | Cancelado     | TBA             | [ 53 ]      |
| Então, Michael? (ホワッツ マイケル？, Howattsu Maikuru?) | Makoto Kobayashi    | Kodansha         | 1984     | 9        | Completo | Sendai Editora     | 2025     | -        | Em lançamento | Cassiano Soares | [ 54 ]      |
| Erva (hangul: "풀"; rr: Pul)                             | Keum Suk Gendry-Kim | Bori Publishing  | 2017     | 1        | Completo | Iguana             | 2024     | 1        | Completo      | Yun Jung Im     | [ 55 ]      |

## F
| Obra                                        | Autoria                     | Original         | Original | Original | Original      | Nacional           | Nacional | Nacional | Nacional      | Tradução        | Referências |
| Obra                                        | Autoria                     | Editora Original | Ano      | Volumes  | Estado        | Editora Portuguesa | Ano      | Volumes  | Estado        | Tradução        | Referências |
| ------------------------------------------- | --------------------------- | ---------------- | -------- | -------- | ------------- | ------------------ | -------- | -------- | ------------- | --------------- | ----------- |
| Flash Point                                 | Imai Arata                  | -                | 2023     | 1        | Completo      | Sendai Editora     | 2025     | 1        | Completo      | Cassiano Soares | [ 56 ]      |
| Frieren (葬送のフリーレン, Sōsō no Furīren) | Kanehito Yamada (Argumento) | Shogakukan       | 2020     | -        | Em lançamento | Editora Devir      | 2024     | -        | Em lançamento | Daniel Martins  | [ 38 ]      |
| Frieren (葬送のフリーレン, Sōsō no Furīren) | Tsukasa Abe (Arte)          | Shogakukan       | 2020     | -        | Em lançamento | Editora Devir      | 2024     | -        | Em lançamento | Daniel Martins  | [ 38 ]      |

## G
| Obra                                              | Autoria                       | Original         | Original | Original | Original | Nacional           | Nacional | Nacional | Nacional      | Tradução             | Referências |
| Obra                                              | Autoria                       | Editora Original | Ano      | Volumes  | Estado   | Editora Portuguesa | Ano      | Volumes  | Estado        | Tradução             | Referências |
| ------------------------------------------------- | ----------------------------- | ---------------- | -------- | -------- | -------- | ------------------ | -------- | -------- | ------------- | -------------------- | ----------- |
| Gannibal (ガンニバル, Gan'nibaru)                 | Masaaki Ninomiya              | Nihon Bungeisha  | 2018     | 13       | Completo | A Seita            | 2024     | -        | Em lançamento | Romão Cunha          | [ 31 ]      |
| Given (ギヴン, Gibun)                             | Natsuki Kizu                  | Shinshokan       | 2013     | 9        | Completo | Midori Editora     | 2025     | -        | Em lançamento | Raquel Saraiva       | [ 57 ]      |
| Gon (ゴン)                                        | Masashi Tanaka                | Kodansha         | 1991     | 1        | Completo | Texto Editora      | -        | 0        | Nunca lançado | TBA                  | [ 8 ]       |
| Good Game!                                        | Blanca Mira (Argumento)       | Planeta Cómic    | 2021     | 1        | Completo | Gradiva            | 2022     | 1        | Completo      | Helena Rafael        | [ 58 ]      |
| Good Game!                                        | Kaoru Okino (Arte)            | Planeta Cómic    | 2021     | 1        | Completo | Gradiva            | 2022     | 1        | Completo      | Helena Rafael        | [ 58 ]      |
| Grão-mestre do Demonismo (魔道祖师 Mó Dào Zǔ Shī) | Mo Xiang Tong Xiu (Argumento) | Kuaikan Manhua   | 2017     | -        | Completo | Presença Comics    | 2024     | -        | Em lançamento | André Pinto Teixeira | [ 59 ]      |
| Grão-mestre do Demonismo (魔道祖师 Mó Dào Zǔ Shī) | Luo Di Cheng Qiu (Arte)       | Kuaikan Manhua   | 2017     | -        | Completo | Presença Comics    | 2024     | -        | Em lançamento | Zeng Yaqi            | [ 59 ]      |

## H
| Obra                                                                    | Autoria             | Original              | Original | Original | Original      | Nacional           | Nacional | Nacional | Nacional      | Tradução          | Referências |
| Obra                                                                    | Autoria             | Editora Original      | Ano      | Volumes  | Estado        | Editora Portuguesa | Ano      | Volumes  | Estado        | Tradução          | Referências |
| ----------------------------------------------------------------------- | ------------------- | --------------------- | -------- | -------- | ------------- | ------------------ | -------- | -------- | ------------- | ----------------- | ----------- |
| Helter Skelter - Queda e Ascensão (ヘルタースケルター, Herutā Sukerutā) | Kyôko Okazaki       | Kodansha              | 1989     | 1        | Completo      | Sendai Editora     | 2023     | 1        | Completo      | Cassiano Soares   | [ 60 ]      |
| Hitler (劇画ヒトラー, Gekiga Hittorā)                                   | Shigeru Mizuki      | Jitsugyo no Nihon Sha | 1971     | 1        | Completo      | Editora Devir      | 2025     | 1        | Completo      | TBA               | [ 61 ]      |
| HORION                                                                  | Aienkei (Argumento) | Glénat                | 2018     | -        | Em lançamento | Edições ASA        | 2023     | -        | Em lançamento | João Pedro Tapada | [ 62 ]      |
| HORION                                                                  | Enaibi (Arte)       | Glénat                | 2018     | -        | Em lançamento | Edições ASA        | 2023     | -        | Em lançamento | João Pedro Tapada | [ 62 ]      |

## I
| Obra                                  | Autoria             | Original         | Original | Original | Original | Nacional           | Nacional | Nacional | Nacional | Tradução        | Referências |
| Obra                                  | Autoria             | Editora Original | Ano      | Volumes  | Estado   | Editora Portuguesa | Ano      | Volumes  | Estado   | Tradução        | Referências |
| ------------------------------------- | ------------------- | ---------------- | -------- | -------- | -------- | ------------------ | -------- | -------- | -------- | --------------- | ----------- |
| Ilha dos Gatos (首猫島, Kubinekojima) | Tokushige Kawakatsu | -                | 2014     | 1        | Completo | Sendai Editora     | 2022     | 1        | Completo | Cassiano Soares | [ 63 ]      |

## J
| Obra | Autoria                  | Original         | Original | Original | Original | Nacional           | Nacional | Nacional | Nacional      | Tradução                              | Referências |
| Obra | Autoria                  | Editora Original | Ano      | Volumes  | Estado   | Editora Portuguesa | Ano      | Volumes  | Estado        | Tradução                              | Referências |
| --- | ------------------------ | ---------------- | -------- | -------- | -------- | ------------------ | -------- | -------- | ------------- | ------------------------------------- | ----------- |
| Jizo | Antoine Dole (Argumento) | Glénat           | 2020     | 1        | Completo | Levoir             | 2024     | 1        | Completo      | Sandra Alvarez                        | [ 64 ]      |
| Jizo | Mato (Arte)              | Glénat           | 2020     | 1        | Completo | Levoir             | 2024     | 1        | Completo      | Sandra Alvarez                        | [ 64 ]      |
| Joy (JOY) | Etsuko                   | Kodansha         | 2016     | 2        | Completo | Distrito Manga     | 2025     | -        | Anunciado     | TBA                                   | [ 65 ]      |
| Jujutsu Kaisen 0 (呪術廻戦 0 東京都立呪術高等専門学校, Jujutsu Kaisen 0: Tōkyō Toritsu Jujutsu Kōtō Senmon Gakkō) | Gege Akutami             | Shueisha         | 2017     | 1        | Completo | Editora Devir      | 2023     | 1        | Completo      | Soko Miyake                           | [ 66 ]      |
| Jujutsu Kaisen (呪術廻戦)                                                                                         | Gege Akutami             | Shueisha         | 2018     | 30       | Completo | Editora Devir      | 2022     | -        | Em lançamento | Soko Miyake (Vol. 1-3)                | [ 67 ]      |
| Jujutsu Kaisen (呪術廻戦)                                                                                         | Gege Akutami             | Shueisha         | 2018     | 30       | Completo | Editora Devir      | 2022     | -        | Em lançamento | Graciela Kushihara (Vol. 4 em diante) | [ 67 ]      |

## K
| Obra                                                                                                 | Autoria                   | Original         | Original | Original | Original      | Nacional           | Nacional | Nacional | Nacional      | Tradução                           | Referências |
| Obra                                                                                                 | Autoria                   | Editora Original | Ano      | Volumes  | Estado        | Editora Portuguesa | Ano      | Volumes  | Estado        | Tradução                           | Referências |
| --- | ------------------------- | ---------------- | -------- | -------- | ------------- | ------------------ | -------- | -------- | ------------- | ---------------------------------- | ----------- |
| Kaiju N.º8 (怪獣8号, Kaijū 8-gou)                                                                    | Naoya Matsumoto           | Shueisha         | 2020     | -        | Em lançamento | Editora Devir      | 2023     | -        | Em lançamento | Raquel Mendes (Vol. 1)             | [ 68 ]      |
| Kaiju N.º8 (怪獣8号, Kaijū 8-gou)                                                                    | Naoya Matsumoto           | Shueisha         | 2020     | -        | Em lançamento | Editora Devir      | 2023     | -        | Em lançamento | Karen Hayashida (Vol. 2 em diante) | [ 68 ]      |
| Kenshin: O Samurai Errante (るろうに剣心 -明治剣客浪漫譚-, Rurouni Kenshin -Meiji Kenkaku Romantan-) | Nobuhiro Watsuki          | Shueisha         | 1994     | 28       | Completo      | Editora Devir      | 2015     | -        | Em lançamento | Soko Miyake (Vol. 1-18)            | [ 69 ]      |
| Kenshin: O Samurai Errante (るろうに剣心 -明治剣客浪漫譚-, Rurouni Kenshin -Meiji Kenkaku Romantan-) | Nobuhiro Watsuki          | Shueisha         | 1994     | 28       | Completo      | Editora Devir      | 2015     | -        | Em lançamento | Daniel Martins (Vol. 19 em diante) | [ 69 ]      |
| Kingdom Hearts: Final Mix (キングダムハーツ: Final Mix)                                              | Shiro Amano               | Square Enix      | 2007     | 3        | Completo      | Goody              | 2018     | 3        | Completo      | TBA                                | [ 70 ]      |
| Kyo Kara Zombie! (今日からゾンビ!)                                                                   | Yugo Ishikawa (Argumento) | Shogakukan       | 2016     | 2        | Completo      | A Seita            | 2022     | 2        | Completo      | Raquel Saraiva                     | [ 71 ]      |
| Kyo Kara Zombie! (今日からゾンビ!)                                                                   | Tsukasa Araki (Arte)      | Shogakukan       | 2016     | 2        | Completo      | A Seita            | 2022     | 2        | Completo      | Raquel Saraiva                     | [ 71 ]      |

## L
| Obra                                                   | Autoria                          | Original         | Original | Original | Original | Nacional           | Nacional | Nacional | Nacional  | Tradução        | Referências |
| Obra                                                   | Autoria                          | Editora Original | Ano      | Volumes  | Estado   | Editora Portuguesa | Ano      | Volumes  | Estado    | Tradução        | Referências |
| ------------------------------------------------------ | -------------------------------- | ---------------- | -------- | -------- | -------- | ------------------ | -------- | -------- | --------- | --------------- | ----------- |
| Lembranças de Emanon (おもいでエマノン, Omoide Emanon) | Shinji Kajio (História Original) | Tokuma Shoten    | 2006     | 1        | Completo | Sendai Editora     | 2022     | 1        | Completo  | Cassiano Soares | [ 72 ]      |
| Lembranças de Emanon (おもいでエマノン, Omoide Emanon) | Kenji Tsuruta                    | Tokuma Shoten    | 2006     | 1        | Completo | Sendai Editora     | 2022     | 1        | Completo  | Cassiano Soares | [ 72 ]      |
| Look Back (ルックバック, Rukku Bakku)                  | Tatsuki Fujimoto                 | Shueisha         | 2021     | 1        | Completo | Editora Devir      | 2024     | 1        | Completo  | José Ribeiro    | [ 73 ]      |
| Lupin III (ルパン三世, Rupan Sansei)                   | Monkey Punch                     | Futabasha        | 1967     | 14       | Completo | MangaLine Edições  | 2007     | 2        | Cancelado | TBA             | [ 74 ]      |

## M
| Obra                                                             | Autoria                           | Original         | Original | Original | Original      | Nacional           | Nacional | Nacional | Nacional      | Tradução                             | Referências |
| Obra                                                             | Autoria                           | Editora Original | Ano      | Volumes  | Estado        | Editora Portuguesa | Ano      | Volumes  | Estado        | Tradução                             | Referências |
| ---------------------------------------------------------------- | --------------------------------- | ---------------- | -------- | -------- | ------------- | ------------------ | -------- | -------- | ------------- | ------------------------------------ | ----------- |
| Made in Abyss (メイドインアビス, Meido in Abisu)                 | Akihito Tsukushi                  | Takeshobo        | 2013     | -        | Em lançamento | A Seita            | 2024     | -        | Em lançamento | Alexandra Costa Ferreira             | [ 75 ]      |
| Marcha Para a Morte (総員玉砕せよ!, Sōin Gyokusai Seyo!)         | Shigeru Mizuki                    | Kodansha         | 1973     | 1        | Completo      | Editora Devir      | 2018     | 1        | Completo      | Arnaldo Oka                          | [ 76 ]      |
| Mars Red (マーズレッド, Māzureddo)                               | Bun-O Fujisawa (Argumento)        | Mag Garden       | 2020     | 3        | Completo      | Midori Editora     | 2023     | 3        | Completo      | Raquel Saraiva                       | [ 77 ]      |
| Mars Red (マーズレッド, Māzureddo)                               | Kemuri Karakara (Arte)            | Mag Garden       | 2020     | 3        | Completo      | Midori Editora     | 2023     | 3        | Completo      | Raquel Saraiva                       | [ 77 ]      |
| Monster (モンスター, Monsutā)                                    | Naoki Urasawa                     | Shogakukan       | 1994     | 18       | Completo      | Editora Devir      | 2023     | -        | Em lançamento | Filipa Serpa                         | [ 78 ]      |
| Monster (モンスター, Monsutā)                                    | Naoki Urasawa                     | Shogakukan       | 1994     | 18       | Completo      | Editora Devir      | 2023     | -        | Em lançamento | Joana Ramos                          | [ 78 ]      |
| Mother Sarah (沙流羅, Sarura)                                    | Katsuhiro Otomo (Argumento)       | Kodansha         | 1990     | 7        | Completo      | Meribérica/Liber   | 2000     | 3        | Cancelado     | TBA                                  | [ 2 ]       |
| Mother Sarah (沙流羅, Sarura)                                    | Takumi Nagayasu (Arte)            | Kodansha         | 1990     | 7        | Completo      | Meribérica/Liber   | 2000     | 3        | Cancelado     | TBA                                  | [ 2 ]       |
| My Hero Academia (僕のヒーローアカデミア, Boku no Hīrō Akademia) | Kohei Horikoshi                   | Shueisha         | 2014     | 42       | Completo      | Editora Devir      | 2018     | -        | Em lançamento | André Pinto Teixeira (Vol. 1-18)     | [ 79 ]      |
| My Hero Academia (僕のヒーローアカデミア, Boku no Hīrō Akademia) | Kohei Horikoshi                   | Shueisha         | 2014     | 42       | Completo      | Editora Devir      | 2018     | -        | Em lançamento | B. Soares Vieira (Vol. 19 em diante) | [ 79 ]      |
| My-HiME (舞-HiME, Mai-HiME)                                      | Hajime Yatate (História Original) | Akita Shoten     | 2004     | 5        | Completo      | MangaLine Edições  | 2006     | 1        | Cancelado     | TBA                                  | [ 2 ]       |
| My-HiME (舞-HiME, Mai-HiME)                                      | Noboru Kimura (Arugumento)        | Akita Shoten     | 2004     | 5        | Completo      | MangaLine Edições  | 2006     | 1        | Cancelado     | TBA                                  | [ 2 ]       |
| My-HiME (舞-HiME, Mai-HiME)                                      | Kenetsu Satō (Arte)               | Akita Shoten     | 2004     | 5        | Completo      | MangaLine Edições  | 2006     | 1        | Cancelado     | TBA                                  | [ 2 ]       |

## N
| Obra                                           | Autoria                  | Original         | Original | Original | Original | Nacional           | Nacional | Nacional | Nacional      | Tradução                                | Referências |
| Obra                                           | Autoria                  | Editora Original | Ano      | Volumes  | Estado   | Editora Portuguesa | Ano      | Volumes  | Estado        | Tradução                                | Referências |
| ---------------------------------------------- | ------------------------ | ---------------- | -------- | -------- | -------- | ------------------ | -------- | -------- | ------------- | --------------------------------------- | ----------- |
| Na Prisão (刑務所の中, Keimusho no Naka)       | Kazuichi Hanawa          | Seirinkogeisha   | 2000     | 1        | Completo | Sendai Editora     | 2022     | 1        | Completo      | Cassiano Soares                         | [ 80 ]      |
| Naruto (ナルト)                                | Masashi Kishimoto        | Shueisha         | 1999     | 72       | Completo | Editora Devir      | 2013     | -        | Em lançamento | Carla Nunes (Vol. 1-13, 16-21, 23-27)   | [ 81 ]      |
| Naruto (ナルト)                                | Masashi Kishimoto        | Shueisha         | 1999     | 72       | Completo | Editora Devir      | 2013     | -        | Em lançamento | Isolda Chiho Rodrigues (Vol. 2-26)      | [ 81 ]      |
| Naruto (ナルト)                                | Masashi Kishimoto        | Shueisha         | 1999     | 72       | Completo | Editora Devir      | 2013     | -        | Em lançamento | Paulo Salgado Moura (Vol. 14-15, 22-25) | [ 81 ]      |
| Naruto (ナルト)                                | Masashi Kishimoto        | Shueisha         | 1999     | 72       | Completo | Editora Devir      | 2013     | -        | Em lançamento | Raquel Godinho (Vol. 28 em diante)      | [ 81 ]      |
| Ningyo                                         | Antoine Dole (Argumento) | Glénat           | 2022     | 1        | Completo | Levoir             | 2024     | 1        | Completo      | Sandra Alvarez                          | [ 82 ]      |
| Ningyo                                         | Mato (Arte)              | Glénat           | 2022     | 1        | Completo | Levoir             | 2024     | 1        | Completo      | Sandra Alvarez                          | [ 82 ]      |
| Nonnonba (のんのんばあとオレ, Nonnonba to Ore) | Shigeru Mizuki           | Chikuma Shobo    | 1977     | 1        | Completo | Editora Devir      | 2017     | 1        | Completo      | Arnaldo Oka                             | [ 83 ]      |

## O
| Obra | Autoria                             | Original         | Original | Original | Original      | Nacional           | Nacional | Nacional | Nacional      | Tradução                        | Referências |
| Obra | Autoria                             | Editora Original | Ano      | Volumes  | Estado        | Editora Portuguesa | Ano      | Volumes  | Estado        | Tradução                        | Referências |
| --- | ----------------------------------- | ---------------- | -------- | -------- | ------------- | ------------------ | -------- | -------- | ------------- | ------------------------------- | ----------- |
| O Cão que Guarda as Estrelas (星守る犬, Hoshi Mamoru Inu)                                                | Takashi Murakami                    | Futabasha        | 2008     | 1        | Completo      | JBC Portugal       | 2018     | 1        | Completo      | André Oliveira?                 | [ 84 ]      |
| O Diário do Meu Pai (父の暦, Chichi no Koyomi)                                                           | Jiro Taniguchi                      | Shogakukan       | 2016     | 1        | Completo      | Levoir             | 2016     | 1        | Completo      | José de Freitas                 | [ 85 ]      |
| O Diário do Meu Pai (父の暦, Chichi no Koyomi)                                                           | Jiro Taniguchi                      | Shogakukan       | 2016     | 1        | Completo      | Levoir             | 2016     | 1        | Completo      | Shinji Iwaoka                   | [ 85 ]      |
| O Gourmet Solitário (孤独のグルメ, Kodoku no Gurume)                                                     | Masayuki Kusumi (Argumento)         | Fusosha          | 1994     | 1        | Completo      | Editora Devir      | 2020     | 1        | Completo      | Arnaldo Oka                     | [ 86 ]      |
| O Gourmet Solitário (孤独のグルメ, Kodoku no Gurume)                                                     | Jiro Taniguchi (Arte)               | Fusosha          | 1994     | 1        | Completo      | Editora Devir      | 2020     | 1        | Completo      | Arnaldo Oka                     | [ 86 ]      |
| O Homem que Caminha / O Homem que Passeia (歩くひと, Aruku Hito)                                         | Jiro Taniguchi                      | Kodansha         | 1990     | 1        | Completo      | Panini             | 2005     | 1        | Completo      | Adriana Sada                    | [ 87 ]      |
| O Homem que Caminha / O Homem que Passeia (歩くひと, Aruku Hito)                                         | Jiro Taniguchi                      | Kodansha         | 1990     | 1        | Completo      | Panini             | 2005     | 1        | Completo      | José Carlos Francisco           | [ 87 ]      |
| O Homem que Caminha / O Homem que Passeia (歩くひと, Aruku Hito)                                         | Jiro Taniguchi                      | Kodansha         | 1990     | 1        | Completo      | Editora Devir      | 2017     | 1        | Completo      | Arnaldo Oka                     | [ 88 ]      |
| O Meu Casamento Feliz (わたしの幸せな結婚, Watashi no Shiawase na Kekkon)                                | Akumi Agitogi (Argumento)           | Square Enix      | 2018     | -        | Em lançamento | Presença Comics    | 2024     | -        | Em lançamento | André Pinto Teixeira            | [ 89 ]      |
| O Meu Casamento Feliz (わたしの幸せな結婚, Watashi no Shiawase na Kekkon)                                | Rito Kousaka (Arte)                 | Square Enix      | 2018     | -        | Em lançamento | Presença Comics    | 2024     | -        | Em lançamento | André Pinto Teixeira            | [ 89 ]      |
| O Meu Marido Dorme no Congelador (私の夫は冷凍庫に眠っている, Watashi no Otto wa Reitouko ni Nemutteiru) | Misaki Yazuki (Argumento)           | Shogakukan       | 2020     | 2        | Completo      | A Seita            | 2024     | 1        | Completo      | Raquel Saraiva                  | [ 42 ]      |
| O Meu Marido Dorme no Congelador (私の夫は冷凍庫に眠っている, Watashi no Otto wa Reitouko ni Nemutteiru) | Hyaku Takara (Arte)                 | Shogakukan       | 2020     | 2        | Completo      | A Seita            | 2024     | 1        | Completo      | Raquel Saraiva                  | [ 42 ]      |
| One Piece (ワンピース, Wan Pīsu)                                                                         | Eiichiro Oda                        | Shueisha         | 1997     | -        | Em lançamento | Editora Devir      | 2022     | -        | Em lançamento | André Pinto Teixeira (Vol. 1)   | [ 90 ]      |
| One Piece (ワンピース, Wan Pīsu)                                                                         | Eiichiro Oda                        | Shueisha         | 1997     | -        | Em lançamento | Editora Devir      | 2022     | -        | Em lançamento | Soko Miyake (Vol. 2 em diante)  | [ 90 ]      |
| One Punch Man (ワンパンマン, Wanpanman)                                                                  | ONE (Argumento)                     | Shueisha         | 2012     | -        | Em lançamento | Editora Devir      | 2017     | -        | Em lançamento | Soko Miyake (Vol. 1-16)         | [ 91 ]      |
| One Punch Man (ワンパンマン, Wanpanman)                                                                  | Yusuke Murata (Arte)                | Shueisha         | 2012     | -        | Em lançamento | Editora Devir      | 2017     | -        | Em lançamento | Joana Ramos (Vol. 17 em diante) | [ 91 ]      |
| O Preço da Desonra (首代引受人, Kubidai Hikiukenin)                                                      | Hiroshi Hirata                      | Leed             | 1974     | 1        | Completo      | A Seita            | 2023     | 1        | Completo      | André Pinto Teixeira            | [ 92 ]      |
| Oshi no Ko (【推しの子】)                                                                                | Aka Akasaka (Argumento)             | Shueisha         | 2020     | 16       | Completo      | Editora Devir      | 2025     | -        | Em lançamento | Caio Pacheco                    | [ 93 ]      |
| Oshi no Ko (【推しの子】)                                                                                | Mengo Yokoyari (Arte)               | Shueisha         | 2020     | 16       | Completo      | Editora Devir      | 2025     | -        | Em lançamento | Caio Pacheco                    | [ 93 ]      |
| Os Guardiões do Louvre (千年の翼、百年の夢, Sennen no Tsubasa, Hyakunen no Yume)                         | Jiro Taniguchi                      | Shogakukan       | 2014     | 1        | Completo      | Levoir             | 2018     | 1        | Completo      | José de Freitas                 | [ 94 ]      |
| Os Guardiões do Louvre (千年の翼、百年の夢, Sennen no Tsubasa, Hyakunen no Yume)                         | Jiro Taniguchi                      | Shogakukan       | 2014     | 1        | Completo      | Levoir             | 2018     | 1        | Completo      | Shinji Iwaoka                   | [ 94 ]      |
| Os Três Mosqueteiros (Les Trois Mousquetaires)                                                           | Alexandre Dumas (História Original) | Casterman        | 2022     | 2        | Completo      | Levoir             | 2023     | 2        | Completo      | Sandra Alvarez                  | [ 95 ]      |
| Os Três Mosqueteiros (Les Trois Mousquetaires)                                                           | Néjib (Argumento)                   | Casterman        | 2022     | 2        | Completo      | Levoir             | 2023     | 2        | Completo      | Sandra Alvarez                  | [ 95 ]      |
| Os Três Mosqueteiros (Les Trois Mousquetaires)                                                           | Cédric Tchao (Arte)                 | Casterman        | 2022     | 2        | Completo      | Levoir             | 2023     | 2        | Completo      | Sandra Alvarez                  | [ 95 ]      |
| O Verão em que Hikaru Morreu (光が死んだ夏, Hikaru ga Shinda Natsu)                                      | Mokumokuren                         | Kadokawa Shoten  | 2021     | -        | Em lançamento | Presença Comics    | 2025     | -        | Em lançamento | TBA                             | [ 96 ]      |

## P
| Obra                                                                                | Autoria                  | Original         | Original | Original | Original | Nacional           | Nacional | Nacional | Nacional | Tradução                     | Referências |
| Obra                                                                                | Autoria                  | Editora Original | Ano      | Volumes  | Estado   | Editora Portuguesa | Ano      | Volumes  | Estado   | Tradução                     | Referências |
| ----------------------------------------------------------------------------------- | ------------------------ | ---------------- | -------- | -------- | -------- | ------------------ | -------- | -------- | -------- | ---------------------------- | ----------- |
| Panorama do Inferno (地獄変, Jigokuhen)                                             | Hideshi Hino             | Hibari Shobo     | 1984     | 1        | Completo | Sendai Editora     | 2021     | 1        | Completo | Cassiano Soares              | [ 97 ]      |
| Platinum End (プラチナエンド, Purachina Endo)                                       | Tsugumi Ohba (Argumento) | Shueisha         | 2015     | 14       | Completo | Editora Devir      | 2017     | 14       | Completo | Inês Rocha Silva (Vol. 1-12) | [ 98 ]      |
| Platinum End (プラチナエンド, Purachina Endo)                                       | Takeshi Obata (Arte)     | Shueisha         | 2015     | 14       | Completo | Editora Devir      | 2017     | 14       | Completo | Joana Amaral (Vol. 13-14)    | [ 98 ]      |
| Porta do Céu (Heaven’s Door 彼女の最期の夏, Heaven’s Door Kanojo no Saigo no Natsu) | Naomi Akimoto            | Asahi Shimbun    | 2013     | 1        | Completo | Sendai Editora     | 2023     | 1        | Completo | Cassiano Soares              | [ 99 ]      |

## R
| Obra                                    | Autoria          | Original         | Original | Original | Original      | Nacional           | Nacional | Nacional | Nacional      | Tradução          | Referências |
| Obra                                    | Autoria          | Editora Original | Ano      | Volumes  | Estado        | Editora Portuguesa | Ano      | Volumes  | Estado        | Tradução          | Referências |
| --------------------------------------- | ---------------- | ---------------- | -------- | -------- | ------------- | ------------------ | -------- | -------- | ------------- | ----------------- | ----------- |
| Radiant                                 | Tony Valente     | Ankama Éditions  | 2013     | -        | Em lançamento | Edições ASA        | 2024     | -        | Em lançamento | TBA               | [ 100 ]     |
| Ranma ½ (らんま ½, Ranma Nibun-no-Ichi) | Rumiko Takahashi | Shogakukan       | 1987     | 38       | Completo      | Texto Editora      | 1996     | 12       | Cancelado     | Margarida Robert  | [ 2 ]       |
| RedFlower                               | Loui             | Glénat           | 2023     | -        | Em lançamento | Edições ASA        | 2024     | -        | Em lançamento | João Pedro Tapada | [ 101 ]     |

## S
| Obra                                                                 | Autoria                       | Original         | Original | Original | Original      | Nacional           | Nacional | Nacional | Nacional      | Tradução                        | Referências |
| Obra                                                                 | Autoria                       | Editora Original | Ano      | Volumes  | Estado        | Editora Portuguesa | Ano      | Volumes  | Estado        | Tradução                        | Referências |
| -------------------------------------------------------------------- | ----------------------------- | ---------------- | -------- | -------- | ------------- | ------------------ | -------- | -------- | ------------- | ------------------------------- | ----------- |
| Sailor Moon (美少女戦士 セーラームーン, Bishōjo Senshi Sērā Mūn)     | Naoko Takeuchi                | Kodansha         | 1991     | 18       | Completo      | Texto Editora      | -        | 0        | Nunca lançado | TBA                             | [ 8 ]       |
| Sailor Moon (美少女戦士 セーラームーン, Bishōjo Senshi Sērā Mūn)     | Naoko Takeuchi                | Kodansha         | 1991     | 18       | Completo      | Distrito Manga     | -        | -        | Anunciado     | TBA                             | [ 102 ]     |
| Sensor (センサー, Sensā)                                             | Junji Ito                     | Asahi Sonorama   | 2018     | 1        | Completo      | Presença Comics    | 2025     | 1        | Completo      | André Pinto Teixeira            | [ 103 ]     |
| Sinais de Afeto (ゆびさきと恋々, Yubisaki to Renren)                 | suu Morishita                 | Kodansha         | 2019     | -        | Em lançamento | Distrito Manga     | 2025     | -        | Em lançamento | Raquel Saraiva                  | [ 104 ]     |
| Showa (コミック昭和史, Komikku Shōwa-shi)                            | Shigeru Mizuki                | Kodansha         | 1988     | 8        | Completo      | Editora Devir      | 2025     | -        | Em lançamento | TBA                             | [ 61 ]      |
| Sniff                                                                | Yoshi Kitayama                | -                | -        | -        | -             | Edições VL         | 1998     | 1        | Completo?     | TBA                             | [ 105 ]     |
| Solo Leveling (hangul: "나 혼자만 레벨업"; rr: Na Honjaman Rebeleop) | Chugong (Argumento)           | D&C Media        | 2019     | -        | Em lançamento | Presença Comics    | 2022     | -        | Em lançamento | Anastasiya Gorlova              | [ 106 ]     |
| Solo Leveling (hangul: "나 혼자만 레벨업"; rr: Na Honjaman Rebeleop) | Dubu (Redice Studio) (Arte)   | D&C Media        | 2019     | -        | Em lançamento | Presença Comics    | 2022     | -        | Em lançamento | Anastasiya Gorlova              | [ 106 ]     |
| Spy × Family (スパイファミリー, Supai Famirī)                        | Tatsuya Endo                  | Shueisha         | 2019     | -        | Em lançamento | Editora Devir      | 2021     | -        | Em lançamento | André Pinto Teixeira (Vol. 1-8) | [ 107 ]     |
| Spy × Family (スパイファミリー, Supai Famirī)                        | Tatsuya Endo                  | Shueisha         | 2019     | -        | Em lançamento | Editora Devir      | 2021     | -        | Em lançamento | Caio Pacheco (Vol. 9 em diante) | [ 107 ]     |
| Star Wars - Uma Nova Esperança (STAR WARS 新たなる希望)              | George Lucas (Argumento)      | MediaWorks       | 1998     | 4        | Completo      | Planeta            | 2019     | 1        | Completo      | TBA                             | [ 108 ]     |
| Star Wars - Uma Nova Esperança (STAR WARS 新たなる希望)              | Hisao Tamaki (Arte)           | MediaWorks       | 1998     | 4        | Completo      | Planeta            | 2019     | 1        | Completo      | TBA                             | [ 108 ]     |
| Stray Dog                                                            | VanRah                        | Glénat           | 2015     | -        | Em lançamento | Edições ASA        | 2022     | -        | Em lançamento | Pedro Vidal                     | [ 109 ]     |
| Striker: O Guerreiro (スプリガン, Supurigan)                         | Hiroshi Takashige (Argumento) | Shogakukan       | 1988     | 11       | Completo      | Texto Editora      | 1996     | 6        | Cancelado     | TBA                             | [ 2 ]       |
| Striker: O Guerreiro (スプリガン, Supurigan)                         | Ryōji Minagawa (Arte)         | Shogakukan       | 1988     | 11       | Completo      | Texto Editora      | 1996     | 6        | Cancelado     | TBA                             | [ 2 ]       |
| Sunny (サニー, Sani)                                                 | Taiyo Matsumoto               | Shogakukan       | 2010     | 6        | Completo      | Editora Devir      | 2023     | 3        | Completo      | Filipa Serpa                    | [ 110 ]     |

## T
| Obra | Autoria                          | Original         | Original | Original | Original      | Nacional           | Nacional | Nacional     | Nacional      | Tradução                        | Referências |
| Obra | Autoria                          | Editora Original | Ano      | Volumes  | Estado        | Editora Portuguesa | Ano      | Volumes      | Estado        | Tradução                        | Referências |
| --- | -------------------------------- | ---------------- | -------- | -------- | ------------- | ------------------ | -------- | ------------ | ------------- | ------------------------------- | ----------- |
| Tanaka & Nakata (似た者どうしの, Nitamonodoushi No)                                                                        | Gorou Kanbe                      | Mag Garden       | 2020     | 1        | Completo      | Midori Editora     | 2024     | 1            | Completo      | Raquel Saraiva                  | [ 111 ]     |
| Team Phoenix | Osamu Tezuka (História Original) | Akita Shoten     | 2021     | -        | Em lançamento | Gradiva            | 2023     | -            | Em lançamento | Alexandra Costa Ferreira        | [ 112 ]     |
| Team Phoenix | Kenny Ruiz                       | Akita Shoten     | 2021     | -        | Em lançamento | Gradiva            | 2023     | -            | Em lançamento | Alexandra Costa Ferreira        | [ 112 ]     |
| Terra de Sonho (犬を飼う, Inu o Kau)                                                                                       | Jiro Taniguchi                   | Shogakukan       | 1991     | 1        | Completo      | Levoir             | 2018     | 1            | Completo      | José de Freitas                 | [ 113 ]     |
| Terra de Sonho (犬を飼う, Inu o Kau)                                                                                       | Jiro Taniguchi                   | Shogakukan       | 1991     | 1        | Completo      | Levoir             | 2018     | 1            | Completo      | Shinji Iwaoka                   | [ 113 ]     |
| Terror na Montanha (山怪談, Yama Kaidan)                                                                                   | Jumpei Azumi (História Original) | Asahi Shimbunsha | 2018     | 1        | Completo      | Sendai Editora     | 2023     | 1            | Completo      | Cassiano Soares                 | [ 114 ]     |
| Terror na Montanha (山怪談, Yama Kaidan)                                                                                   | Junji Ito                        | Asahi Shimbunsha | 2018     | 1        | Completo      | Sendai Editora     | 2023     | 1            | Completo      | Cassiano Soares                 | [ 114 ]     |
| Terror na Montanha (山怪談, Yama Kaidan)                                                                                   | Mimika Ito                       | Asahi Shimbunsha | 2018     | 1        | Completo      | Sendai Editora     | 2023     | 1            | Completo      | Cassiano Soares                 | [ 114 ]     |
| Terror na Montanha (山怪談, Yama Kaidan)                                                                                   | Akemi Inokawa                    | Asahi Shimbunsha | 2018     | 1        | Completo      | Sendai Editora     | 2023     | 1            | Completo      | Cassiano Soares                 | [ 114 ]     |
| Terror na Montanha (山怪談, Yama Kaidan)                                                                                   | Daisuke Imai                     | Asahi Shimbunsha | 2018     | 1        | Completo      | Sendai Editora     | 2023     | 1            | Completo      | Cassiano Soares                 | [ 114 ]     |
| Terror na Montanha (山怪談, Yama Kaidan)                                                                                   | Akihito Yoshitomi                | Asahi Shimbunsha | 2018     | 1        | Completo      | Sendai Editora     | 2023     | 1            | Completo      | Cassiano Soares                 | [ 114 ]     |
| The Ghost in the Shell (攻殻機動隊, Kōkaku Kidōtai)                                                                        | Shirow Masamune                  | Kodansha         | 1989     | 1        | Completo      | JBC Portugal       | 2018     | 1            | Completo      | André Oliveira                  | [ 115 ]     |
| The Ghost in the Shell (攻殻機動隊, Kōkaku Kidōtai)                                                                        | Shirow Masamune                  | Kodansha         | 1989     | 1        | Completo      | Distrito Manga     | 2025     | 1            | Anunciado     | TBA                             | [ 116 ]     |
| The Ghost in the Shell 1.5 (攻殻機動隊 1.5 HUMAN-ERROR PROCESSER, Kōkaku Kidōtai 1.5: Human-Error Processer)               | Shirow Masamune                  | Kodansha         | 2003     | 1        | Completo      | Distrito Manga     | 2026     |              | Anunciado     | TBA                             |             |
| | Shirow Masamune                  | Kodansha         |          | 1        | Completo      | Distrito Manga     |          |              | Anunciado     | TBA                             |             |
| The Ghost in the Shell 2: Manmachine Interface (攻殻機動隊 2 MANMACHINE INTERFACE, Kōkaku Kidōtai 2: Manmachine Interface) | 2001                             | 2025             | -        | [ 117 ]  | Completo      |                    |          |              |               |                                 |             |
| The Promised Neverland (約束のネバーランド, Yakusoku no Nebārando)                                                         | Kaiu Shirai (Argumento)          | Shueisha         | 2016     | 20       | Completo      | Editora Devir      | 2019     | 20           | Completo      | Alexandra Costa Ferreira        | [ 118 ]     |
| The Promised Neverland (約束のネバーランド, Yakusoku no Nebārando)                                                         | Posuka Demizu (Arte)             | Shueisha         | 2016     | 20       | Completo      | Editora Devir      | 2019     | 20           | Completo      | Alexandra Costa Ferreira        | [ 118 ]     |
| Tokyo Ghoul (東京喰種, Tōkyō Gūru)                                                                                         | Sui Ishida                       | Shueisha         | 2011     | 14       | Completo      | Editora Devir      | 2016     | 14           | Completo      | Inês Rocha Silva                | [ 119 ]     |
| Tokyo Ghoul:re (東京喰種:re, Tōkyō Gūru:re)                                                                                | Sui Ishida                       | Shueisha         | 2014     | 16       | Completo      | Editora Devir      | 2019     | 16           | Completo      | Inês Rocha Silva (Vol. 1-8)     | [ 120 ]     |
| Tokyo Ghoul:re (東京喰種:re, Tōkyō Gūru:re)                                                                                | Sui Ishida                       | Shueisha         | 2014     | 16       | Completo      | Editora Devir      | 2019     | 16           | Completo      | José Ribeiro (Vol. 9 em diante) | [ 120 ]     |
| Tokyo Revengers (東京卍リベンジャーズ, Tōkyō Ribenjāzu)                                                                    | Ken Wakui                        | Kodansha         | 2017     | 31       | Completo      | Distrito Manga     | 2024     | -            | Em lançamento | Renata Leitão                   | [ 121 ]     |
| Tóquio Zombie (東京ゾンビ, Tōkyō Zonbi)                                                                                    | Yusaku Hanakuma                  | Seirinkogeisha   | 1999     | 1        | Completo      | Sendai Editora     | 2023     | 1            | Completo      | Cassiano Soares                 | [ 122 ]     |
| Tóquio Zombie (東京ゾンビ, Tōkyō Zonbi)                                                                                    | Yusaku Hanakuma                  | Seirinkogeisha   | 1999     | 1        | Completo      | Chili com Carne    | 2023     | 1            | Completo      | Cassiano Soares                 | [ 123 ]     |
| Tomie (富江) | Junji Ito                        | Asahi Sonorama   | 1987     | 3        | Editora Devir | 2                  | 2023     | Lídia Ivassa | Completo      | [ 124 ]                         |             |
| Tower of God (hangul: "신의 탑"; rr: Sin-ui Tap)                                                                           | S.I.U.                           | Young Com        | 2010     | -        | Em lançamento | Presença Comics    | 2025     | -            | Em lançamento | Anastasiya Gorlova              | [ 125 ]     |

## U
| Obra                                                                                 | Autoria                           | Original             | Original | Original | Original      | Nacional            | Nacional | Nacional | Nacional      | Tradução           | Referências |
| Obra                                                                                 | Autoria                           | Editora Original     | Ano      | Volumes  | Estado        | Editora Portuguesa  | Ano      | Volumes  | Estado        | Tradução           | Referências |
| ------------------------------------------------------------------------------------ | --------------------------------- | -------------------- | -------- | -------- | ------------- | ------------------- | -------- | -------- | ------------- | ------------------ | ----------- |
| Um Dia Voltaremos a Encontrar-nos (某天再遇這個地方, Mǒu tiān zài yù zhè ge dì fāng) | Smalltung                         | Autopublicação       | 2021     | 1        | Completo      | Intelectual Editora | 2025     | 1        | Completo      | Mariana Félix      | [ 126 ]     |
| Um Dia Voltaremos a Encontrar-nos (某天再遇這個地方, Mǒu tiān zài yù zhè ge dì fāng) | Smalltung                         | Autopublicação       | 2021     | 1        | Completo      | Intelectual Editora | 2025     | 1        | Completo      | Francisco Silva    | [ 126 ]     |
| Um Homem em Declínio (人間失格, Ningen Shikkaku)                                     | Usamaru Furuya (Argumento e Arte) | Shinchosha           | 2009     | 3        | Completo      | Distrito Manga      | 2025     | -        | Anunciado     | TBA                | [ 127 ]     |
| Um Homem em Declínio (人間失格, Ningen Shikkaku)                                     | Osamu Dazai (História Original)   | Shinchosha           | 2009     | 3        | Completo      | Distrito Manga      | 2025     | -        | Anunciado     | TBA                | [ 127 ]     |
| UnOrdinary                                                                           | Uru-chan                          | HarperAlley          | 2023     | -        | Em lançamento | Edições ASA         | 2024     | -        | Em lançamento | Elga Fontes        | [ 128 ]     |
| Unico: O Despetar (Unico: Awakening)                                                 | Osamu Tezuka (História Original)  | Graphix (Scholastic) | 2024     | -        | Em lançamento | Distrito Manga      | 2024     | -        | Em lançamento | Francisca Cortesão | [ 129 ]     |
| Unico: O Despetar (Unico: Awakening)                                                 | Samuel Sattin (Argumento)         | Graphix (Scholastic) | 2024     | -        | Em lançamento | Distrito Manga      | 2024     | -        | Em lançamento | Francisca Cortesão | [ 129 ]     |
| Unico: O Despetar (Unico: Awakening)                                                 | Gurihiru (Arte)                   | Graphix (Scholastic) | 2024     | -        | Em lançamento | Distrito Manga      | 2024     | -        | Em lançamento | Francisca Cortesão | [ 129 ]     |
| Uzumaki (うずまき)                                                                   | Junji Ito                         | Shogakukan           | 1998     | 3        | Completo      | Editora Devir       | 2025     | 1        | Completo      | Arnaldo Oka        | [ 130 ]     |

## V
| Obra                                                    | Autoria                          | Original         | Original | Original | Original | Nacional           | Nacional | Nacional | Nacional       | Tradução        | Referências |
| Obra                                                    | Autoria                          | Editora Original | Ano      | Volumes  | Estado   | Editora Portuguesa | Ano      | Volumes  | Estado         | Tradução        | Referências |
| ------------------------------------------------------- | -------------------------------- | ---------------- | -------- | -------- | -------- | ------------------ | -------- | -------- | -------------- | --------------- | ----------- |
| Vagueações de Emanon (さすらいエマノン, Sasurai Emanon) | Shinji Kajio (História Original) | Tokuma Shoten    | 2008     | 3        | Completo | Sendai Editora     | 2023     | 3        | Completo       | Cassiano Soares | [ 131 ]     |
| Vagueações de Emanon (さすらいエマノン, Sasurai Emanon) | Kenji Tsuruta                    | Tokuma Shoten    | 2008     | 3        | Completo | Sendai Editora     | 2023     | 3        | Completo       | Cassiano Soares | [ 132 ]     |
| Vagueações de Emanon (さすらいエマノン, Sasurai Emanon) | Kenji Tsuruta                    | Tokuma Shoten    | 2008     | 3        | Completo | Sendai Editora     | 2023     | 3        | Completo       | Cassiano Soares | [ 133 ]     |
| Vampire Princess Miyu (吸血姫 美夕, Vanpaia Miyu)       | Toshiki Hirano (Argumento)       | Akita Shoten     | 1988     | 10       | Completo | MangaLine Edições  | 2006     | 1        | Cancelado      | TBA             | [ 2 ]       |
| Vampire Princess Miyu (吸血姫 美夕, Vanpaia Miyu)       | Narumi Kakinouchi (Arte)         | Akita Shoten     | 1988     | 10       | Completo | MangaLine Edições  | 2006     | 1        | Cancelado      | TBA             | [ 2 ]       |
| Versus Fighting Story                                   | Izu (Argumento)                  | Glénat           | 2018     | 4        | Completo | Gradiva            | 2022     | -        | Em lançamento? | Marta Oliveira  | [ 134 ]     |
| Versus Fighting Story                                   | Madd (Arte)                      | Glénat           | 2018     | 4        | Completo | Gradiva            | 2022     | -        | Em lançamento? | Marta Oliveira  | [ 134 ]     |
| Versus Fighting Story                                   | Kalon (Arte)                     | Glénat           | 2018     | 4        | Completo | Gradiva            | 2022     | -        | Em lançamento? | Marta Oliveira  | [ 134 ]     |
| Viagem (トラベル, Toraberu)                             | Yuichi Yokoyama                  | East Press       | 2006     | 1        | Completo | Chili com Carne    | 2021     | 1        | Completo       | TBA             | [ 135 ]     |

## Y
| Obra                                                                                                  | Autoria          | Original         | Original | Original | Original | Nacional           | Nacional | Nacional | Nacional  | Tradução        | Referências |
| Obra                                                                                                  | Autoria          | Editora Original | Ano      | Volumes  | Estado   | Editora Portuguesa | Ano      | Volumes  | Estado    | Tradução        | Referências |
| --- | ---------------- | ---------------- | -------- | -------- | -------- | ------------------ | -------- | -------- | --------- | --------------- | ----------- |
| Yon e Mu: O Diário Felino de Junji Itô (伊藤潤二の猫日記よん&むー, Itō Junji no Neko Nikki: Yon & Mū) | Junji Ito        | Kodansha         | 2009     | 1        | Completo | Sendai Editora     | 2024     | 1        | Completo  | Cassiano Soares | [ 136 ]     |
| Yu-Gi-Oh! (遊☆戯☆王, Yū-Gi-Ō!)                                                                        | Kazuki Takahashi | Shueisha         | 1996     | 38       | Completo | Edições ASA        | 2011     | 7        | Cancelado | Ricardo Pereira | [ 137 ]     |